# Syndrome d'Anton-Babinski
Le syndrome d'Anton-Babinski est la présence simultanée de trois symptômes majeurs : une héminégligence gauche (pour les droitiers) ; une hémiasomatognosie ; une anosognosie avec anosodiaphorie. 

## Description
Il s'agit d'une atteinte pariétale de l'hémisphère mineur. Dans l'immense majorité des cas, elle correspond à l'hémisphère cérébral droit pour les droitiers. Pour les gauchers, l'hémisphère peut être le droit ou le gauche.